# Eneasz (imię)
Eneasz (gr. Aineias, łac. Aeneas) – imię męskie pochodzenia greckiego.
W Piśmie św. Eneasz występuje jako sparaliżowany mieszkaniec Liddy, który od ośmiu lat leżał w łóżku. Gdy do Liddy przybył Piotr i odwiedził chorego Eneasza, kazał mu w imię Jezusa wstać i zasłać swoje łoże. Eneasz na te słowa natychmiast wstał i zaczął chodzić.
„Kiedy Piotr odwiedzał wszystkich, przyszedł też do świętych, którzy mieszkali w Liddzie. Znalazł tam pewnego człowieka imieniem Eneasz, który był sparaliżowany i od ośmiu lat leżał w łóżku. «Eneaszu – powiedział do niego Piotr – Jezus Chrystus cię uzdrawia, wstań i zaściel swoje łóżko!» I natychmiast wstał”.
Znane osoby noszące imię Eneasz:
- papież Pius II, właśc. Eneasz Sylwiusz Piccolomini